# 누마타정
누마타정(일본어: 沼田町)은 일본 홋카이도 소라치 종합진흥국 관내 북부에 있는 정이다.
이름은 마을 개척자인 누마타 기사부로의 성에서 따왔다.

## 지리
소라치 지방 북부, 우류강 북안에 위치한다. 남쪽은 평야이고 나머지 세 방면은 산으로 둘러싸여 있다.

### 인접한 자치체
- 소라치 종합진흥국
  - 후카가와시
  - 우류군 짓푸베쓰정, 호쿠류정

- 루모이 진흥국
  - 루모이시
  - 루모이군 오비라정

## 역사
- 1894년 - 도야마현 출신의 누마타 기사부로가 고향에서 18가구의 이주를 도모했다. 이때부터 누마타정의 개척이 시작되었다.
- 1914년 - 우류군 호쿠류촌(현 호쿠류정)에서 분리되어 가미호쿠류촌(上北竜村)이 되었다.
- 1918년 - 가미호쿠류촌에서 호로카나이촌(현 호로카나이정)이 분리되었다.
- 1919년 - 2급 정촌제를 시행했다.
- 1922년 - 가미호쿠류촌에서 누마타촌으로 개칭했다.
- 1939년 - 1급 정촌제를 시행했다.
- 1947년 - 정으로 승격해 누마타정이 되었다.

## 교통

### 철도
- 홋카이도 여객철도 루모이 본선

### 도로
- 국도 275호선(일본어판)